# Swordfishtrombones
Swordfishtrombones es el octavo álbum de estudio del músico estadounidense Tom Waits, publicado por Island Records en 1983. Supone el primer trabajo autoproducido por el propio Waits.
Estilísticamente diferente a sus anteriores trabajos, Swordfishtrombones deja de lado el piano y los arreglos de orquesta característicos de sus álbumes en Asylum Records y los reemplaza por instrumentos inusuales y un mayor enfoque en letras abstractas.
Swordfishtrombones alcanzó el puesto 164 en la lista Billboard 200. En 1989, la revista musical Spin nombró a Swordfishtrombones el segundo mejor álbum de todos los tiempos. En 2006, la revista Q colocó al álbum en el puesto 36 de los 40 mejores álbumes de los 80.
Pitchfork Media colocó a Swordfishtrombones en el puesto 11 de los mejores álbumes de los 80.

## Lista de canciones
Todos los temas compuestos por Tom Waits.

### Cara A
| N.º | Título                              | Duración |  |
| 1.  | «Underground»                       | 1:58     |  |
| 2.  | «Shore Leave»                       | 4:12     |  |
| 3.  | «Dave the Butcher»                  | 2:15     |  |
| 4.  | «Johnsburg, Illinois»               | 1:30     |  |
| 5.  | «16 Shells From A Thirty-Ought-Six» | 4:30     |  |
| 6.  | «Town with No Cheer»                | 4:22     |  |
| 7.  | «In the Neighborhood»               | 3:04     |  |

### Cara B
| N.º | Título                                           | Duración |  |
| 1.  | «Just Another Sucker on the Vine» (Instrumental) | 1:42     |  |
| 2.  | «Frank's Wild Years»                             | 1:50     |  |
| 3.  | «Swordfishtrombone»                              | 3:00     |  |
| 4.  | «Down, Down, Down»                               | 2:10     |  |
| 5.  | «Soldier's Things»                               | 3:15     |  |
| 6.  | «Gin Soaked Boy»                                 | 2:20     |  |
| 7.  | «Trouble's Braids»                               | 1:18     |  |
| 8.  | «Rainbirds» (Instrumental)                       | 3:05     |  |

## Personal
- Tom Waits: voz, silla, órgano Hammond, piano, harmonium y sintetizador
- Victor Feldman: marimba (2,10), shaker (2), bombo con arroz (2), brake drum (5), platillo (5), snare (5, 11), órgano Hammond (7), caja (7), campana (7), conga (10), bombo (10), dabuki drum (10), pandereta (11) y tambor parlante (14)
- Larry Taylor: bajo (1, 2, 5, 7, 9, 11, 13, 14) y bajo eléctrico (10)
- Randy Aldcroft: bombardino barítono (1, 7) y trombón (2)
- Stephen Hodges: batería (1, 2, 5, 11, 13), platillos (7), bombo (14) y armónica de cristal (15)
- Fred Tackett: guitarra eléctrica (1, 5, 13) y banjo (2)
- Francis Thumm: metal aunglongs (2) y armónica de cristal (15)
- Greg Cohen: bajo (4) y bajo acústico (10, 12, 15)
- Joe Romano: trombón (5) y trompeta (8)
- Anthony Clark Stewart: gaita (6)
- Clark Spangler: sintetizador (6)
- Bill Reichenbach Jr.: trombón (7)
- Dick (Slyde) Hyde: trombón (7)
- Ronnie Barron: órgano Hammond (9)
- Eric Bikales: órgano (11)
- Carlos Guitarlos: guitarra eléctrica (11)
- Richard Gibbs: armónica de cristal (15)